# 踰越限制級
踰越限制級在台灣是指超過《出版品及錄影節目帶分級辦法》中限制級（未滿十八歲者不得購買及閱覽）尺度的作品。這類作品通常含有噁心、血腥、色情、暴力、煽動不良思想或令人反感之圖文內容。在台灣，陳列或散佈這一級的書籍，可根據《中華民國刑法》第235條第一項的妨害風化罪被判刑。從贊成分級制度的人來看，這是希望對於一般讀者（尤其是未滿十八歲的讀者）加以保護的措施。但反對分級制度的人認為，這樣的分級制度有以分級之名、行禁書之實的嫌疑。
在一些國家或地區法律规定，拥有极端色情材料（不论是否为尚未成年或已成年人）仍为明确非法行为。例如2013年2月一名男子被英国警方逮捕的案件。
在香港，坊間俗稱的「四級電影」是指超越第三級尺度的電影，並非正式官方評級，這些電影根據香港《淫褻及不雅物品管制條例》，禁止在香港公開播映及發售，但不限制藏有或在朋友間傳播；但若內容涉及兒童色情，即使藏有亦違法。

## 脚注
1. ↑  参见 硬調色情
2. ↑  . 武汉晚报 (中国新闻网). 2013-02-19  [2013-02-19]. （原始内容存档于2014-03-10）. 据英国《太阳报》报道，一名40岁的罗姓华裔男子，被英国警方发现……包括重口味色情片……法官查尔斯·宽说：‘这起案件将会在下月宣判，他面临的最高刑罚为监禁三年。’
3. ↑  . 旺報. 2013-02-19. （原始内容存档于2013-02-22）. 將受到2項藏有極端色情材料罪的指控。……據英国广播公司（BBC）指出，這些A片都是以虐待東方女子為主題。